# Tanggungan (Baureno)
Tanggungan is een bestuurslaag in het regentschap Bojonegoro van de provincie Oost-Java, Indonesië. Tanggungan telt 1465 inwoners (volkstelling 2010).